# Wesley Bell

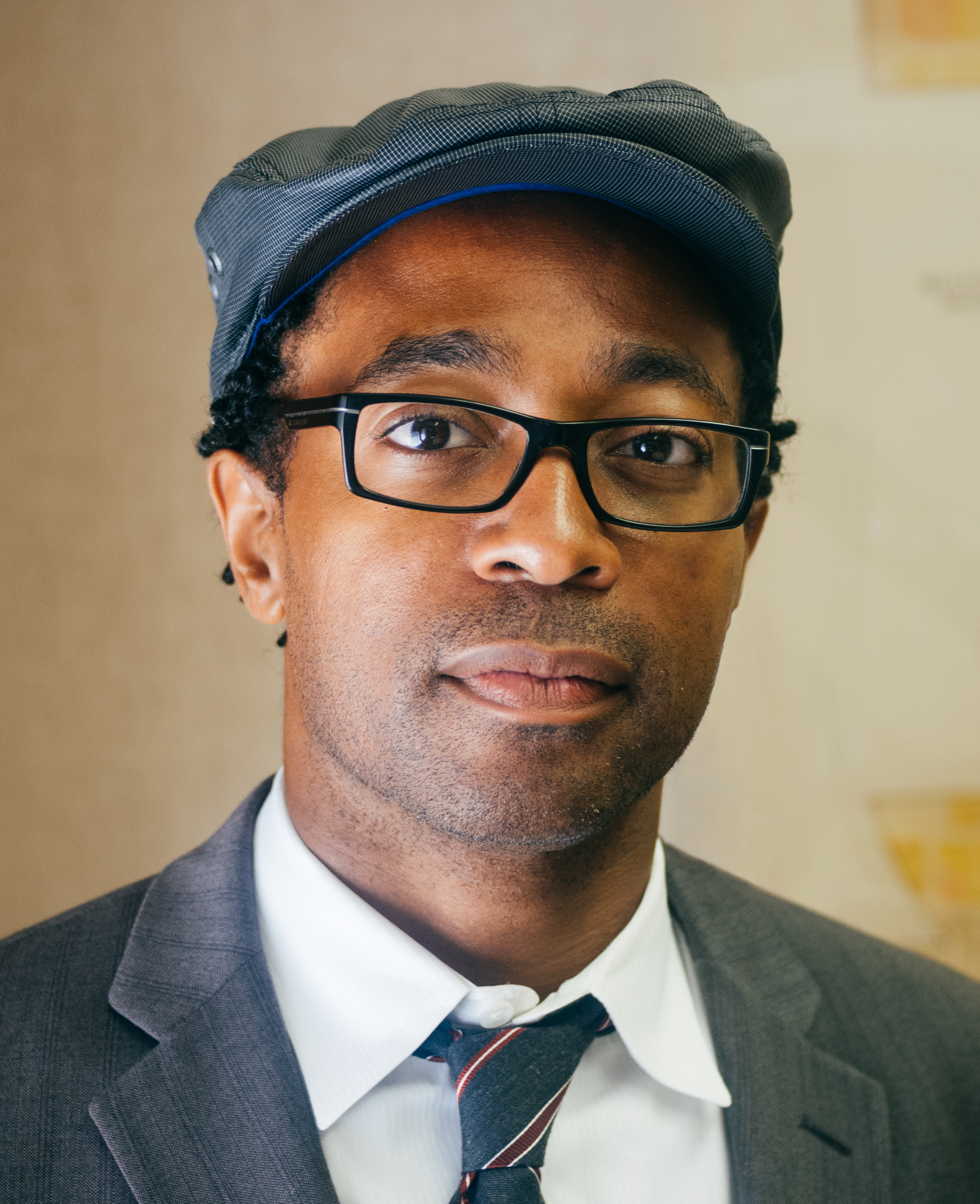
Wesley Bell (2014)

Wesley Bell (* 5. November 1974) ist ein US-amerikanischer Jurist und Politiker der Demokratischen Partei. Bell wurde 2024 im 1. Kongresswahlbezirk von Missouri in das Repräsentantenhaus der Vereinigten Staaten gewählt.

## Leben
Wesley Bell wurde als Sohn eines Polizisten und einer Verwaltungsangestellten geboren. Er wuchs im Norden des St. Louis County auf. Bell studierte zunächst an der Lindenwood University, wo er in den Fächern Politikwissenschaft und öffentliches Management graduierte. Dann studierte er Rechtswissenschaften an der University of Missouri, wo er mit dem Juris Doctor abschloss.
Er war zunächst Pflichtverteidiger im St. Louis County. Anschließend machte er sich als Strafverteidiger in einer eigenen Kanzlei selbstständig. Er war 2011 bis 2018 Professor und Programm-Koordinator für das Fach Criminal Justice and legal Studies am St. Louis Community College.

## Politik
Wesley Bell engagierte sich 2006 erstmals, als er sich während der Wahlen zum Repräsentantenhaus der Vereinigten Staaten 2006 als Wahlkampfmanager an der erfolglosen Wahlkampagne des Republikaners Mark J. Byrne, eines persönlichen Freundes, beteiligte.
Motiviert durch die Tötung von Michael Brown 2014 in Ferguson kandidierte Bell 2015 erfolgreich für den Stadtrat von Ferguson. Dort arbeitete er an einer Polizeireform. Als 2018 die Wiederwahl des Staatsanwalts im Brown-Fall anstand kandidierte Wesley Bell gegen ihn um das Amt des Staatsanwalts des St. Louis County. In der demokratischen Vorwahl schlug er seinen Amtsvorgänger mit zweistelligem Vorsprung. Die Republikaner hatten für die Hauptwahl keinen Kandidaten aufgestellt.
Bei den Wahlen 2024 kandidierte er zunächst bei der Senatswahl, um den Republikaner Josh Hawley abzulösen. Wegen Cori Bushs Kritik an Israels Vorgehen in Gaza nach dem Hamas-Angriff am 7. Oktober 2023 und ihrem Aufrufs zu einem Waffenstillstand im Gazakrieg entschied er sich um und kandidierte für ihren Sitz im Repräsentantenhaus. Er betonte dabei das Selbstverteidigungsrecht Israels. In der Folge schalteten Pro-Israel-Gruppen im Vorwahlkampf für Millionen an Dollars Werbespots für Bell und gegen Bush. Eine Rolle spielte aber auch, dass Bush nicht für Joe Bidens Infrastrukturgesetz gestimmt hatte und Wähler den Eindruck hatten, dass sie zu wenig im Wahlbezirk sei. Bell erhielt bei der Vorwahl schließlich 51,1 % der Stimmen und Bush 45,6 %. In der Hauptwahl setzte sich Bell mit 75,9 % im 1. Kongresswahlbezirk gegen den Republikaner Andrew Jones durch.

## Ehrungen
Das St. Louis County erklärte den 6. Dezember 2024 zum Wesley Bell Day.